# Deep Calleth upon Deep
Deep Calleth upon Deep deveti je studijski album norveškog black metal-sastava Satyricon. Diskografska kuća Napalm Records objavila ga je 22. rujna 2017. Prvi je studijski album skupine koji je objavio taj izdavač.

## O albumu
Sastav je počeo pisati pjesme za uradak početkom 2015. i namjeravao ga je snimiti krajem te godine, no krajem rujna frontmenu Sigurdu Wongravenu dijagnosticiran je benigni tumor na mozgu. Zbog tih okolnosti usporio se rad na albumu.
Snimanje uratka naposljetku se odvijalo od ožujka do svibnja 2017. u Oslo Klangu, studiju u središtu Osla, i Armoury Studiosu u Vancouveru. Na albumu su se pojavili i glazbenici poput Andersa Oddena (Satyriconov koncertni basist), džez-saksofonista Håkona Kornstada i pojedinih članova Oslo Philharmonica.
Album je u lipnju miksao Mike Fraser, koji je prethodno surađivao sa Satyriconom na njegovu albumu Now, Diabolical iz 2006. Prije objave uratka pjesme „Deep Calleth upon Deep” i „To Your Brethren in the Dark” objavljene su kao singlovi, a za potonju je pjesmu snimljen i glazbeni spot.
Deep Calleth upon Deep stilski je nalik na prethodne uratke skupine; pjesme su uglavnom sporijega tempa i strukturno nadahnute žanrom post-rocka.
Ilustraciju na omotu albuma izradio je norveški slikar Edvard Munch krajem 19. stoljeća.

## Popis pjesama
| 1.    | »Midnight Serpent«                | 6:37 |
| 2.    | »Blood Cracks Open the Ground«    | 5:05 |
| 3.    | »To Your Brethren in the Dark«    | 6:24 |
| 4.    | »Deep Calleth upon Deep«          | 4:49 |
| 5.    | »The Ghost of Rome«               | 4:39 |
| 6.    | »Dissonant«                       | 4:23 |
| 7.    | »Black Wings and Withering Gloom« | 7:30 |
| 8.    | »Burial Rite«                     | 5:58 |
| 45:25 |                                   |      |

## Recenzije
| Recenzije       | Recenzije |
| Izvor           | Ocjena    |
| --------------- | --------- |
| Angry Metal Guy | 3/5       |
| Blabbermouth    | 9/10      |
| Metal.de        | 8/10      |
| Metal Hammer    | [ 17 ]    |
| Metal Injection | 9,5/10    |
| Perun.hr        | 9/10      |
| PopMatters      | 6/10      |
| Sputnikmusic    | 4/5       |

Dobio je uglavnom pozitivne kritike. U recenziji za Metal Injection Jeremy Ulrey dao mu je devet i pol boda od njih deset te je izjavio da je „album genijalan zato što su Satyr i Frost uspjeli od naočigled proturječnih, različitih žanrova satkati koherentnu cjelinu” i da je riječ o „suptilnu remek-djelu”. Ray Van Horn, Jr. dao mu je devet bodova od deset u osvrtu za Blabbermouth.net izjavivši da je skupina „stvorila logičan, minimalističan album koji je slično zamišljen kao istoimeni album grupe iz 2013., ali je više i savršeno manje od toga” te da se na uratku „nimalo ne gubi Satyrova i Frostova intenzivnost”. Dom Lawson dao mu je četiri i pol zvjezdice u recenziji za Metal Hammer i zaključio je da sadrži „bezbroj trenutaka” na kojima sastav zvuči „kao da je otkrio svježe vrelo nadahnuća i da ga je odlučio iscrpiti do kraja”. Pišući za Metal.de, Marc Thorbrügge zaključio je kako je riječ o „vrlo dobru albumu koji neće razočarati nijednog obožavatelja prijašnjih Satyriconovih albuma” premda „sadrži i nekoliko čudnih pjesama” koje „s vremenom dosade” te mu je dao osam bodova od njih deset.
Sputnikmusicov recenzent dao mu je četiri boda od njih pet i komentirao je kako ga obilježavaju „mračan, zlokoban ton i povratak ledenijim, agresivnijim korijenima skupine” te da je to „njezin najbolji album barem u posljednjih deset godina”. U osvrtu za PopMatters Andy Jurik napisao je da su „određene teksture i strukture nesumnjivo zanimljive [...] za sastav” te da se „rizik isplatio” premda većina uratka zvuči „kao povratak onome čime se najbolje bave”. Dao mu je šest bodova od njih deset. Angry Metal Guy dao mu je tri boda od njih pet i izjavio je da je, „zanemari li se nenadahnuta posljednja četvrtina, Satyricon [...] stvorio nadasve ugodan album koji je najpristupačnije djelo skupine do danas, a da pritom nije morao posve žrtvovati svoju crnu veličinu ili dugogodišnje progresivne sklonosti”.

## Zasluge
| Satyricon - Satyr – vokal, glavna gitara, aranžmani, produkcija - Frost – bubnjevi Dodatni glazbenici - Anders Odden – bas-gitara, ritam-gitara - Håkon Kornstad – prateći vokal (na 4. i 5. pjesmi); saksofon (na pjesmi „Dissonant”) - Kjetil Bjerkestrand – melotron, aranžman klasične glazbe - Hans Josef Groh – violončelo - Bjarne Magnus Jensen – violina - Arild Stav – basovski klarinet - Jan Olav Martinsen – rog - Frode Carlsen – kontrafagot - Tom Ottar Andreassen – puhaća glazbala | Ostalo osoblje - Erik Engebretsen – tehničar za bubnjeve - Mike Fraser – miksanje - Spencer Bleasdale – pomoć pri miksanju - Erik Ljunggren – inženjer zvuka - Bjarne Stensli – inženjer zvuka - George Tanderø – mastering - Halvor Bodin – dizajn - Johan Wildhagen – fotografija - Edvard Munch – ilustracija na omotu |

## Ljestvice
| Ljestvica                                           | Najviša pozicija |
| --------------------------------------------------- | ---------------- |
| Austrija                                            | 24.              |
| Belgija (Flandrija)                                 | 61.              |
| Belgija (Valonija)                                  | 84.              |
| Finska                                              | 17.              |
| Nizozemska                                          | 185.             |
| Norveška                                            | 7.               |
| Njemačka                                            | 20.              |
| Švedska                                             | 36.              |
| Švicarska                                           | 25.              |
| Ujedinjeno Kraljevstvo (Independent Album Breakers) | 10.              |
| Ujedinjeno Kraljevstvo (Independent Albums)         | 33.              |
| Ujedinjeno Kraljevstvo (Rock & Metal Albums)        | 18.              |